# Mala Vrbica, Kladovo
Mala Vrbica (izvirno srbsko Мала Врбица) je naselje v Srbiji, ki upravno spada pod Občino Kladovo; slednja pa je del Borskega upravnega okraja.

## Demografija
V naselju živi 654 polnoletnih prebivalcev, pri čemer je njihova povprečna starost 46,0 let (45,2 pri moških in 46,7 pri ženskah). Naselje ima 282 gospodinjstev, pri čemer je povprečno število članov na gospodinjstvo 2,78.
To naselje je, glede na rezultate popisa iz leta 2002, večinoma srbsko.
|  |

| Demografija | Demografija     | Demografija     |
| Leto        | Št. prebivalcev | Št. prebivalcev |
| ----------- | --------------- | --------------- |
|             |                 |                 |
|             |                 |                 |
|             |                 |                 |
|             |                 |                 |
| 1948        | 970             |                 |
| 1953        | 1123            |                 |
| 1961        | 1058            |                 |
| 1971        | 1226            |                 |
| 1981        | 1233            |                 |
| 1991        | 1155            | 976             |
| 2002        | 1087            | 783             |
|             |                 |                 |

| Etnična sestava po popisu iz leta 2002 | Etnična sestava po popisu iz leta 2002 | Etnična sestava po popisu iz leta 2002 | Etnična sestava po popisu iz leta 2002 | Etnična sestava po popisu iz leta 2002 |
| -------------------------------------- | -------------------------------------- | -------------------------------------- | -------------------------------------- | -------------------------------------- |
| Srbi                                   | Srbi                                   |                                        | 733                                    | 93,61%                                 |
| Vlahi                                  | Vlahi                                  |                                        | 30                                     | 3,83%                                  |
| Romuni                                 | Romuni                                 |                                        | 13                                     | 1,66%                                  |
| Jugoslovani                            | Jugoslovani                            |                                        | 1                                      | 0,12%                                  |
| Neznano                                | Neznano                                |                                        | 2                                      | 0,25%                                  |